# Claude Marreau
Claude Marreau es un piloto de rally francés, vencedor del Rally Dakar de 1982 junto a su hermano Bernard como copiloto. Conocidos como los hermanos Marreau, se hicieron famosos por sus hazañas en los rallys de resistencia en África. Antes de la creación siquiera del Rally Dakar, completaron el Rally Ciudad El Cabo-Argel en menos de 9 días pilotando un Renault 12 Gordini, lo que supuso batir el récord del mismo.
En 1979 acuden al estreno del Rally Dakar pilotando un Renault 4 Sinpar, y logran terminar en 2.ª posición en la categoría de coches. En la edición del año siguiente, volvieron a repetir una gran actuación, terminando esta vez en 3.ª posición. Para 1981 cambian de coche y pasan a pilotar un Renault 20 Turbo, aunque tienen que abandonar por un accidente. Finalmente, en 1982 alcanzan la victoria en la categoría de coches del Rally Dakar, inscribiendo por primera vez el nombre de Renault en la lista de ganadores de esta competición (y no repetido hasta los años 1999 y 2000 por Jean-Louis Schlesser con un buggy de fabricación propia con motor Renault). En 1983 volvieron a cambiar de coche, esta vez para pilotar un Renault 18 Turbo, con el cual terminaron en 9.ª posición ese año y en 5.ª posición en 1984. En 1985 participaron con un prototipo de Renault (Renault Proto Facom), y volvieron a repetir la 5.ª posición final.
La pasión de Claude por el motor no se ha diluido con los años, y en 2008 sigue participando en raids de África, junto con su hijo Grégory como copiloto.
En los años 2000, su hazaña de recorrer África en un Renault 4L ha sido imitada y tomada como modelo.

## Resultados

### Rally Dakar
| Año     | Categoría | Vehículo      | Posición. | Etapas |
| ------- | --------- | ------------- | --------- | ------ |
| 1979    | Coches    | Renault       | 5.º       | 1      |
| 1980    | Coches    | Renault       | 3.º       | 1      |
| 1981    | Coches    | Renault       | Ret.      | 2      |
| 1982    | Coches    | Renault       | 1.º       | -      |
| 1983    | Coches    | Renault       | 9.º       | 2      |
| 1984    | Coches    | Renault       | 5.º       | -      |
| 1985    | Coches    | Renault       | 5.º       | -      |
| 1986    | Coches    | Lada          | Ret.      | -      |
| 1987    | Coches    | Peugeot       | Ret.      | -      |
| 1988    | Coches    | Mitsubishi    | 13.º      | -      |
| 1989    | Coches    | Mitsubishi    | 17.º      | -      |
| 1990    | Coches    | Mitsubishi    | 30.º      | -      |
| 1991    | Coches    | Mitsubishi    | Ret.      | -      |
| 1992    | Coches    | Mitsubishi    | 78.º      | -      |
| 1993    | Coches    | Renault Buggy | Ret.      | -      |
| Fuente: |           |               |           |        |